# Juan Landázuri Ricketts

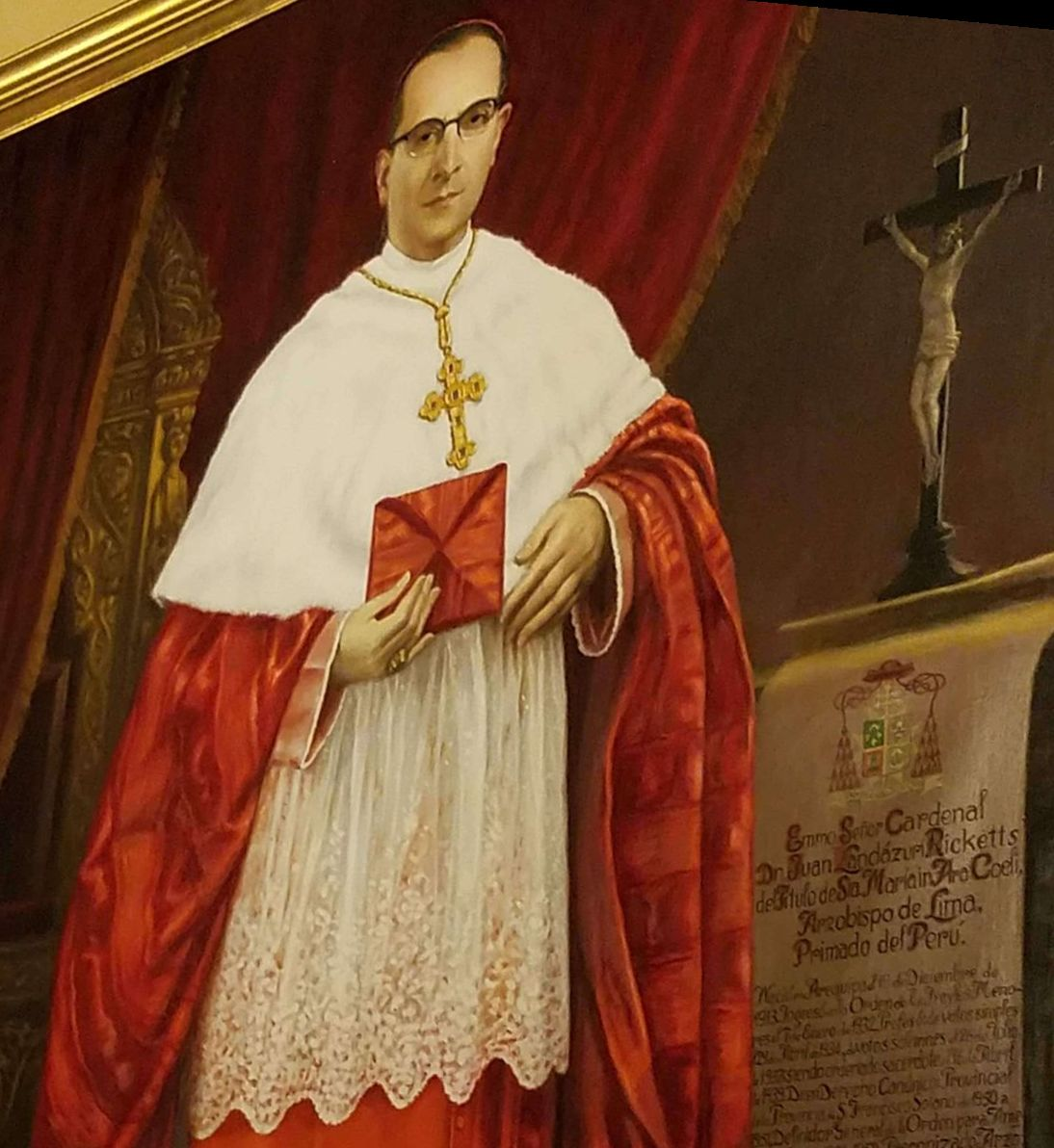
Juan Landáruzi Ricketts

Kardinalswappen von Juan Landázuri Ricketts

Juan Kardinal Landázuri Ricketts OFM (geboren als Guillermo Eduardo Landázuri Ricketts; * 19. Dezember 1913 in Arequipa, Peru; † 16. Januar 1997 in Lima) war Erzbischof von Lima.

## Leben
Guillermo Eduardo Landázuri Ricketts trat 1932 in den Franziskanerorden ein und nahm den Ordensnamen Juan an. Nach dem Noviziat studierte er Philosophie und Katholische Theologie. Am 6. April 1939 empfing er das Sakrament der Priesterweihe. Anschließend arbeitete er bis 1943 als Dozent an verschiedenen Schulen der Franziskaner in Peru. Von 1943 bis 1946 wirkte er als Sekretär in der Verwaltung seines Ordens. Nach weiterführenden Studien dozierte er Theologie am Seminar der Franziskaner in Ocopa. 1951 wurde er Generaldefinitor seines Ordens.
1952 ernannte ihn Papst Pius XII. zum Titularerzbischof von Rhoina und bestellte ihn zum Weihbischof im Erzbistum Lima, dessen Leitung Juan Landázuri Ricketts 1955 übernahm. Die Bischofsweihe spendete ihm Juan Gualberto Kardinal Guevara, Erzbischof von Lima. Mitkonsekratoren waren Leonardo José Rodriguez Ballón OFM, Erzbischof von Arequipa, und León Buenaventura de Uriarte Bengoa OFM, Titularbischof von Madaurus und Apostolischer Vikar von Ucayali.
Er wurde 1962 als Kardinalpriester mit der Titelkirche Santa Maria in Ara Coeli in das Kardinalskollegium aufgenommen und war Teilnehmer am Zweiten Vatikanischen Konzil. Bei verschiedenen Feierlichkeiten vertrat er als päpstlicher Legat den Papst. Nach 1965 war er zudem Präsident der peruanischen Bischofskonferenz. Bei der 2. Generalversammlung des lateinamerikanischen Episkopates 1968 in Medellín hielt er die Eröffnungsrede.
1986 begründete er zusammen mit dem Freiburger Erzbischof Oskar Saier die Partnerschaft des Erzbistums Freiburg mit der Kirche in Peru, die bis heute 150 Gemeinden und Verbände miteinander verbindet.
Seinem altersbedingten Rücktrittsgesuch wurde durch Papst Johannes Paul II. 1993 stattgegeben. Er starb am 16. Januar 1997 in Lima an einem Krebsleiden und wurde in der dortigen Kathedrale bestattet.

## Ehrungen
- 1953: Großkreuz des Ordens San Raimundo de Penafort
- 1963: Großkreuz des Ordens de Isabel la Católica
- 1964: Großkreuz des Ordens Karls III.
- 1993: Großkreuz des Verdienstordens der Italienischen Republik

Nach Juan Landázuri Ricketts ist der Premio Nacional Cardenal Juan Landazuri Ricketts benannt, den die peruanische Bischofskonferenz alljährlich in den vier Kategorien Essay, Rundfunksendungen, Fernsehsendungen und Film verleiht.
In Peru erinnern zahlreiche Denkmäler an der Kardinal und Missionar, unter anderem in der Alameda de los Bobos im Distrikt Rímac von Lima.